# كوتايام
'كوتايام (بالانكليزية: Kottayam) هي مدينة في ولاية كيرالا الهندية. هي العاصمة الإدارية لمنطقة كوتايام، وتقع في جنوب غرب ولاية كيرالا. كان عدد سكانها 136.812 في الحدود الإدارية للمدينة وفقا لتعداد عام 2011. تقع كوتايام على بعد 146 كم تقريبًا شمال ثيروفانانثابورام، عاصمة ولاية كيرالا. كانت تُعرف أيضًا باسم "Cotym" و "Cottayam" خلال Raj البريطاني.
وهي واحدة من المراكز الرئيسية للأدب وبالتالي تسمى أكشارا ناغاري أو أرض الآداب. بدأت العديد من الصحف اليومية الأولى في ماليزيا مثل ديبيكا، مالايالام مانوراما، مانجالام، ويقع مقرها الرئيسي في كوتايام.كما تقع كنيسة ذا مالانكارا الأرثوذكسية السورية في ديفالوكام، كوتايام. خلال الفترة البريطانية، أنشأ العديد من المبشرين الكنائس المسيحية وسانت كوراكوز إلياس شافارا العديد من المدارس والكليات والمؤسسات التعليمية الأخرى في المدينة وحولها. تعرف مدينة كوتايام أيضاً باسم تشوفارسيثيرا ناجاري (مدينة الجداريات).

## التاريخ
منذ بداية القرن التاسع الميلادي، كانت كوتايام جزءًا من فيمبوليناد، وهي منطقة في إمبراطورية كولاشيكارا (800 - 1102 م). وبحلول عام 1100 م تقريبًا، انقسمت مملكة فيمبوليناد إلى مملكتي ثيككومور وفاداكومكور. بعد انفصالهم، أصبحت ثيككومور مملكة مستقلة، في حين أصبح فيداكومكور تابعًا لكوشين.
المنزل الملكي يقع في الأصل في في كوتايام. كانت محمية بحصن يعرف باسم ثاليليكوتا، ونتيجة لذلك أصبحت المنطقة معروفة باسم القلعة نفسها. في مرحلة لاحقة، نقل الملوك مقرهم إلى قرب كومارانالور في ضواحي مدينة كوتايام.
في وقت لاحق، أقام البرتغاليون والهولنديون علاقات تجارية مع كلتا المملكتين، وتداولوا الفلفل الأسود والتوابل الأخرى.
بعد إخضاع الهولنديين من قبل ترافانكور في عام 1742، تقدمت العمليات العسكرية لمارثندا فارما ضد الممالك الشمالية المجاورة بما في ذلك ثيكومكور. وقد تم ضمها جميعًا في النهاية.
خلال فترة الحكم البريطاني في الهند، بقيت كوتايام جزءًا من ولاية برينسيبال الأميرية.

## الوجود البريطاني
لم تكن هناك مؤسسة في ولاية ترافنكور الأميرية قبل القرن التاسع عشر. أنشأت جمعية التبشير الكنسية في إنجلترا الكلية الأولى في الهند. كان القس بنجامين بيلي أول مدير لهذه الكلية، كما كانت معروفة آنذاك، ورحبت الحكومة الهندية بالكلية بأنها "مكان للتعليم العام
المهاتما غاندي
وقد لعبت كوتايام دورها في جميع المثيرات السياسية في العصر الحديث. قد يقال أن التحريض «التذكاري المالايالي» قد نشأ في كوتايام. سعى النصب التذكاري الملايالي لتأمين تمثيل أفضل للمتعلمين التكنوريين في الخدمة المدنية في ترافانكور ضد الأشخاص من الخارج. تمت صياغة النصب التذكاري الذي تم تقديمه إلى المهراجا سري مولام ثيرالون (1891) في اجتماع عام عقد في مكتبة كوتايام العامة. الحدث يمثل بداية الحركة السياسية الحديثة في الدولة. لعب شعب كوتايام أيضًا دورًا رئيسيًا خلال حركة الامتناع في ثلاثينيات القرن العشرين، والتي استهدفت تمثيل الهندوس للطوائف الدنيا، في الهيئة التشريعية في ترافانكور.

## ثقافة
مطبخ كوتايام هو نفسه مثل بقية ولاية كيرالا، ولكن مع تأثير مسيحي سوري متميز ينظر في استخدام جوز الهند والتوابل، وكذلك لحوم البقر والمأكولات البحرية في المطبخ ولاية كيرالا. ولكن لا يزال لديه العديد من الأطباق النباتية وغير النباتية. الأرز هو الغذاء الرئيسي الذي يؤكل مرتين أو ثلاث مرات في اليوم. أطباق الغداء بشكل عام الأرز مع الكاري. يتم إعداد معظم أطعمة الإفطار باستخدام الأرز أو القمح.

### الفنون
هي أشكال رقص شعبية. مارغامكالي وفنون الدفاع عن النفس مثل تحظى بشعبية كبيرة بين المجتمع المسيحي السوري. يتم تنفيذها من قبل الرجال والنساء على حدة. في الماضي، كان يتم خلال حفلات الزفاف المسيحية السورية. هو شكل رقص شعبي يقوم به الرجال. بالإضافة إلى ذلك، تمارس أشكال أخرى من الرقص في جنوب الهند والموسيقى الكارنتية الكلاسيكية من قبل عدد كبير من الشباب.

## معرض صور

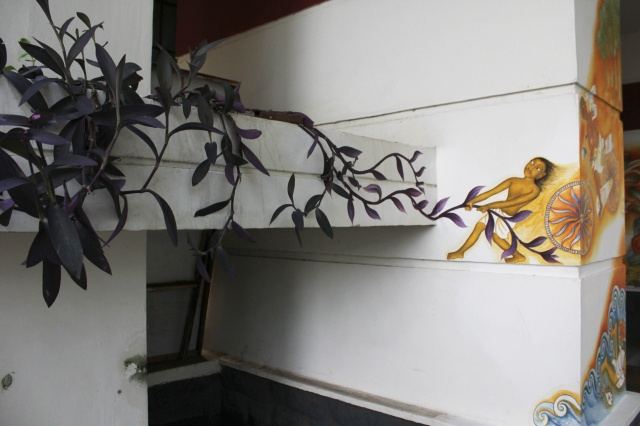
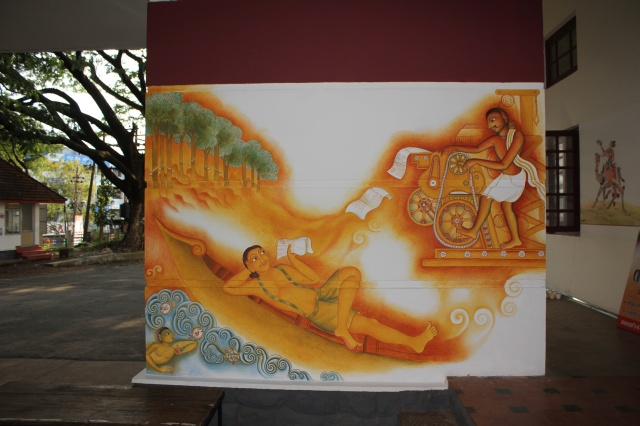
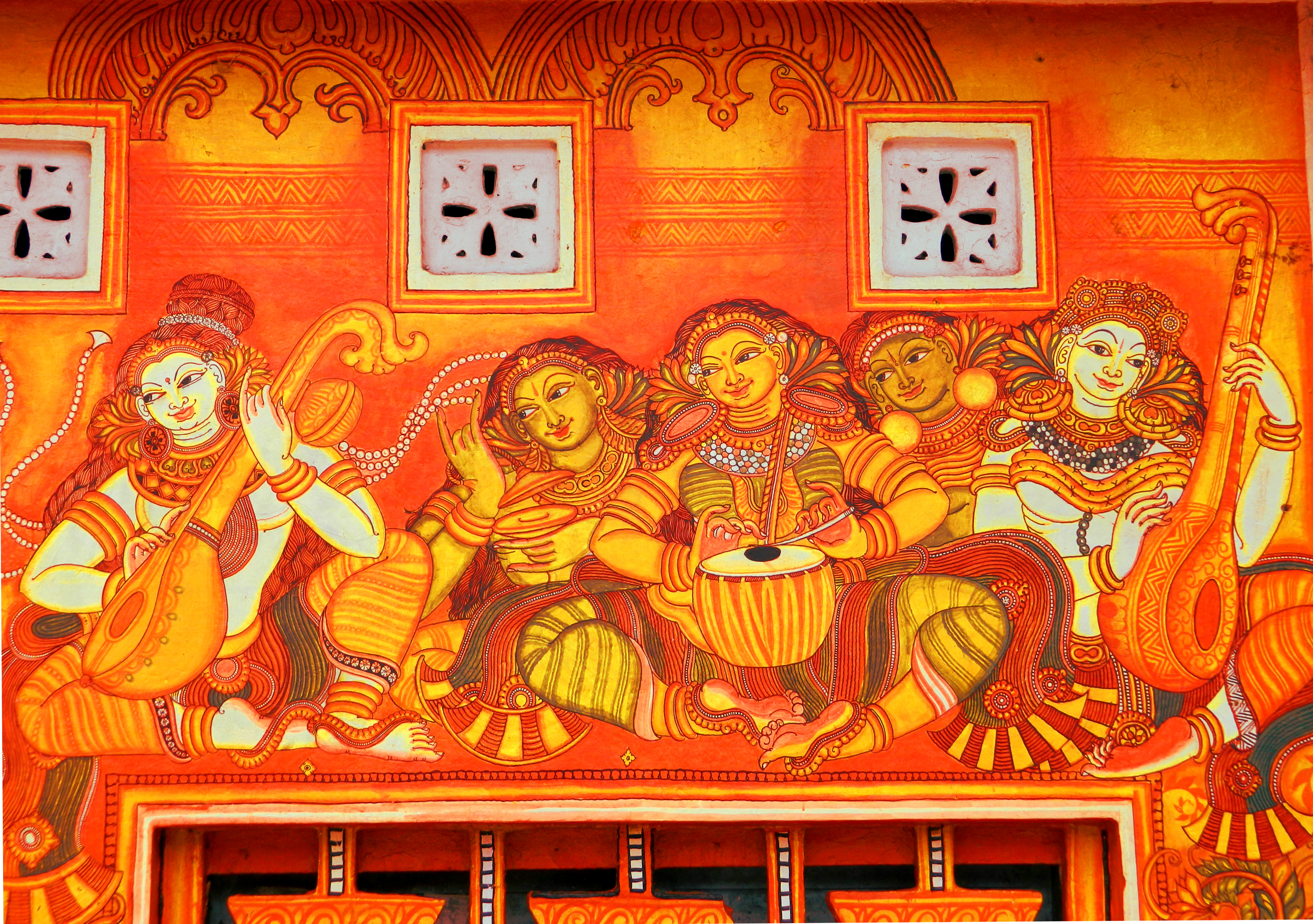
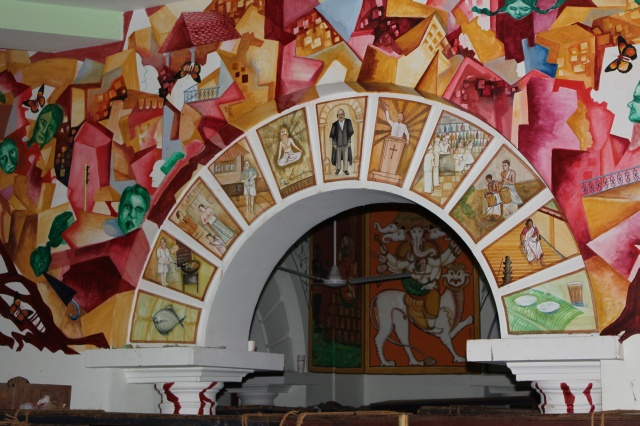
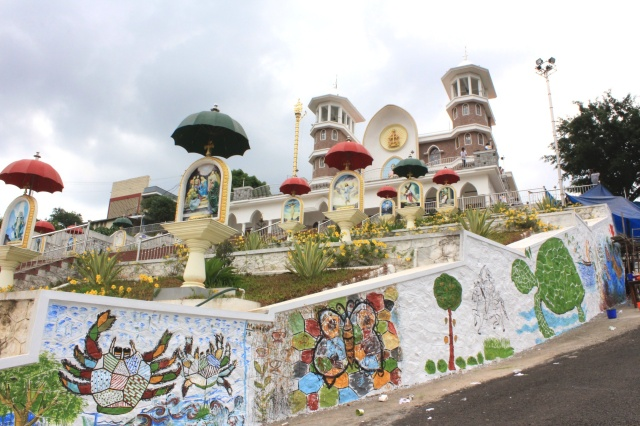